# 第一太平銀行

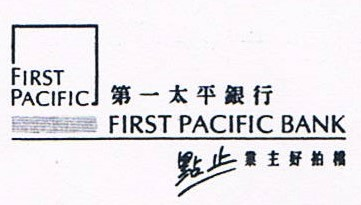
第一太平銀行商標

第一太平銀行，前身為康年銀行以及遠東銀行。1986年，康年銀行因壞帳問題被香港政府接管，1987年初，它被林绍良旗下的第一太平集團收購，同年4月3日改名為第一太平銀行。1988年，第一太平集團向萬國寶通銀行收購旗下的遠東銀行，在1989年，第一太平銀行與遠東銀行正式合併。
2001年，東亞銀行成功收購第一太平銀行控股有限公司的控制性權益，該行全資擁有第一太平銀行。2002年，第一太平銀行更被併入東亞銀行，其分行及櫃員機正式改名為東亞銀行。